# Private Landbrauerei Schönram
Koordinaten: 47° 53′ 7,5″ N, 12° 50′ 56,6″ O
Die Private Landbrauerei Schönram GmbH & Co. KG ist eine Brauerei in Schönram, einem Ortsteil der Gemeinde Petting im Landkreis Traunstein (Oberbayern). Pro Jahr werden etwa 100.000 Hektoliter Bier und alkoholfreie Getränke gebraut und hergestellt.

## Geschichte

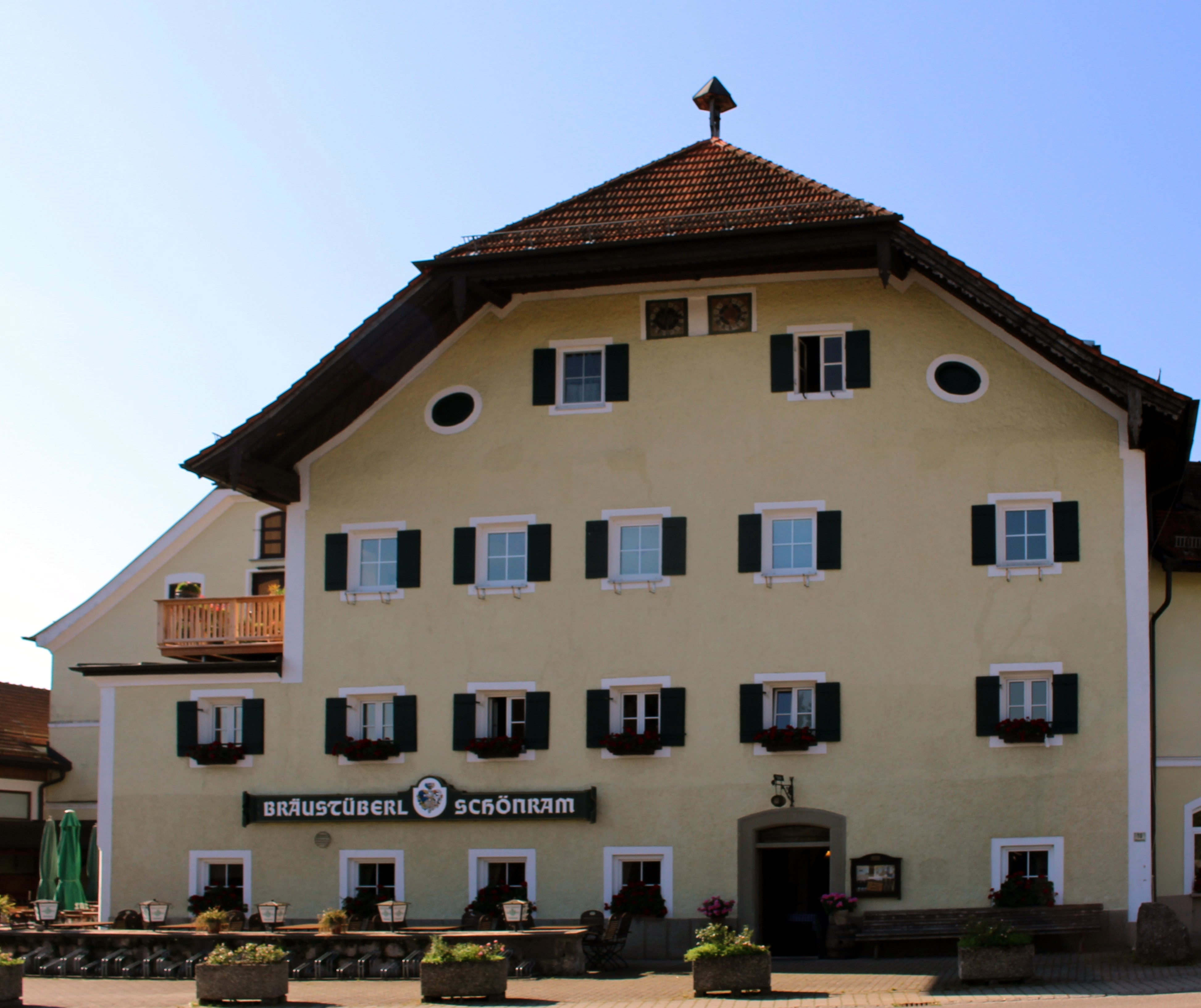
Brauereigasthof

Die Brauerei Schönram wurde 1780 vom Landwirt Jakob Köllerer erworben. Der Braugasthof mit seinen Stallungen war beliebte Anlaufstelle der Kutscher von Posttransporten zwischen Salzburg und München. Seit dieser Zeit ist die Brauerei in direkter Linie der Familie erhalten geblieben. Der Namenswechsel auf Oberlindober ist auf die Heirat von Elisabeth Köllerer mit Alfred Oberlindober (ca. 1938) zurückzuführen. In achter Generation führen Helga und Alfred Oberlindober die Brauerei.
Im Mai 2012 wurde der Geschäftsbetrieb der Brauerei Schönram, Inhaber Alfred Oberlindober jun. e. Kfm. im Rahmen einer Rechtsformumwandlung auf die neu gegründete Private Landbrauerei Schönram GmbH & Co. KG übertragen.

## Sorten
- Hell
- Pils
- Gold
- Dunkel (nach altbayrischer Art)
- Surtaler Schankbier
- Weißbier
- Naturradler mit naturtrüben Zitronensaft (ehemals Gwasch)
- Zwickl

Darüber hinaus stellt die Brauerei eine Vielzahl an Spezial- und Saisonbieren her. Ganzjährig verfügbar sind beispielsweise das Bayrisch Pale und das Imperial Stout. Besondere Biere sind bspw. das Grünhopfen Pils, das Weihnachtsfestbier und der Weißbierbock, welche nur einmal jährlich abgefüllt werden und daher nur solange der Vorrat reicht verfügbar sind. Größere Bekanntheit erzielten dabei die Sommer-Biere, bei denen die Rezeptideen immer von Mitarbeitern der Brauerei stammen, die Herbst-Biere, sowie der Helle Bock als Fastenbier.
Die Brauerei füllt außerdem ab:
- Limonaden
- Fruchtsaftschorlen
- Wasser
- Isotonische Getränke
- Fruchtsaftschorlen (in Kooperation mit der Kelterei Greimel aus Laufen).

## Auszeichnungen
In den Jahren 2008–2022 konnte die Brauerei Schönram 25. Awards bei dem von den Privaten Brauereien Bayern veranstalteten European Beer Star gewinnen. 2017 war für die Brauerei Schönram die erfolgreichste Teilnahme mit 3× Gold und 1× Bronze. Die meistprämierte Sorte ist das Surtaler Schankbier mit 5 × Gold, 2 × Silber und 3 × Bronze. Mehrere Erfolge verzeichnet die Brauerei Schönram auch beim World Beer Cup. Zuletzt wurde die heimische Brauerei 2014 mit dem Weltmeistertitel ausgezeichnet.

## Sonstiges
Die Brauerei ist Mitglied im Brauring, einer Kooperationsgesellschaft privater Brauereien aus Deutschland, Österreich und der Schweiz, sowie Gründungsmitglied der Privaten Brauereien Bayern. Seit 2015 ist die Brauerei Schönram gemeinsam mit vielen weiteren Brauereien aus dem Chiemgau und dem Berchtesgadener Land Mitglied der Organisation „Die Privaten Heimatbrauer“, welche vom Chiemgau Tourismus geleitet wird.